# 詹姆斯·汤姆金斯
詹姆斯·汤姆金斯（英語：James Tomkins，1965年8月19日—），生於澳大利亚悉尼，澳大利亚赛艇运动员。曾参加1988年、1992年、1996年、2000年、2004年和2008年六届奥运，共获得三枚金牌和一枚铜牌。

## 链入页面
- Biography
- Articles about James Tomkins （页面存档备份，存于）
- 詹姆斯·汤姆金斯在WorldRowing.com的资料